# Perkele
Перкеле је шведски ои панк бенд из Гетеборга. Основан је 1993. године. Бенд углавном свира Ои! панк и описује живот радничке класе у Шведској и говори радничкој класи да треба да буде поносна на то што јесте. У почетку, бенд је имао четири члана но од 1996. године бенд има три члана. 
- Рон - гитара, вокал
- Chris - бас гитара, бокал
- Jonsson - бубњеви

- Nu får det vara nog (1994)
- Det växande hatet (1994)
- Kakafoni #6 (1994)
- Aktion (1995)
- 100% Adrenalin (1997)
- Från Flykt Till Kamp (1998)
- Working Class (2000)
- Sonidos De La Calle (2000)
- Voice Of Anger (2001)
- Brewed In Sweden (2001)
- No Shame (2002)
- Göteborg (2003)
- Stories From The Past (2003)
- Days of punk (2003)
- Confront (2005)
- News from the streets (2006)
- Our Music (2008)
- Songs for you (2008)
- Längtan (2008)
- Forever (2010)
- Punk Rock Army EP (2010)
- The complete Perkele parcel (2011)